# اروینگ گرتز
اروینگ گرتز (انگلیسی: Irving Gertz؛ ۱۹ مه ۱۹۱۵ – ۱۴ نوامبر ۲۰۰۸) آهنگساز اهل ایالات متحده آمریکا بود.
او دانش‌آموختهٔ «دانشکدهٔ موسیقی پراویدنس» و از شاگردان والتر پیستن بود.
از فیلم‌ها یا مجموعه‌های تلویزیونی که وی در آن‌ها نقش داشته است، می‌توان به تاپ گان، استانبول، کشتن تقدیر، نقاب شیطان و سفر به قعر دریا اشاره نمود.